# ميريل دينيسون
ميريل دينيسون هو مؤرخ كندي، ولد في 23 يونيو 1893، وتوفي في 13 يونيو 1975.